# Leptotyphlops tricolor
Leptotyphlops tricolor este o specie de șerpi din genul Leptotyphlops, familia Leptotyphlopidae, descrisă de Orejas-miranda și Zug 1974. Conform Catalogue of Life specia Leptotyphlops tricolor nu are subspecii cunoscute.